# Evelina Sašenko
Evelina Sašenko of in het Pools Ewelina Saszenko (Rūdiškės, 26 juli 1987) is een Pools-Litouwse zangeres.

## Biografie
Sašenko studeerde aan de Litouwse Academie voor Muziek en Theater in Vilnius. Ze begon haar zangcarrière op jonge leeftijd: zo won ze onder meer Dainų Dainele, een Litouws kinderfestival. In 2009 nam ze deel aan Triumfo Arka, een operawedstrijd op de staatsomroep LTV. Een jaar later nam ze deel aan Eurovizija 2010, de Litouwse voorronde voor het Eurovisiesongfestival. Met For this I'll pray haalde ze de finale, waar ze derde werd. Een jaar later waagde ze opnieuw haar kans, met succes: Sašenko won Eurovizija 2011 met het nummer C'est ma vie, waardoor ze Litouwen mocht vertegenwoordigen op het Eurovisiesongfestival 2011 in Düsseldorf, Duitsland. Daar wist ze zich vanuit de halve finale te kwalificeren voor de finale en eindigde uiteindelijk op de negentiende plaats.
1994: Ovidijus Vyšniauskas · 
1999: Aistė Smilgevičiūtė · 
2001: Skamp · 
2002: Aivaras · 
2004: Linas & Simona · 
2005: Laura & The Lovers · 
2006: LT United · 
2007: 4Fun · 
2008: Jeronimas Milius · 
2009: Sasha Son · 
2010: InCulto · 
2011: Evelina Sašenko · 
2012: Donny Montell · 
2013: Andrius Pojavis · 
2014: Vilija Matačiūnaitė · 
2015: Monika Linkytė & Vaidas Baumila · 
2016: Donny Montell · 
2017: Fusedmarc · 
2018: Ieva Zasimauskaitė · 
2019: Jurijus Veklenko · 
2021: The Roop · 
2022: Monika Liu · 
2023: Monika Linkytė · 
2024: Silvester Belt · 
2025: Katarsis